# Frank La Forge
Frank La Forge   (Rockford, 22 d'octubre de 1879 - Nova York, 5 de maig de 1953) va ser un pianista estatunidenc, director vocal, professor, compositor i arranjador de cançons d'art.
La Forge fou un infant soprano. Va estudiar primer piano, amb la seva germana gran i va anar a Viena el 1900 per estudiar amb Teodor Leszetycki. Va gravar prolíficament per a "Victor Talking Machine Company", com a solista i com a acompanyant a partir de 1906. Com a solista, va gravar obres de Chopin, Liszt i MacDowell. En concerts acompanyava completament de la memòria, considerada una fita inusual per a un acompanyant. A la seva biografia Pathways of Song, La Forge va afirmar que tenia "un repertori de més de cinc mil acompanyaments memoritzats que abraçaven totes les escoles". Va fer una gira per Europa, Rússia i els Estats Units tenint com a acompanyant la soprano Marcela Sembrich. La Forge es va traslladar a la ciutat de Nova York el 1920, on es va convertir en professor de música, entrenador i acompanyant. Va ensenyar a importants cantants nord-americans, entre ells Marian Anderson, Lawrence Tibbett, Marie Powers, Emma Otero o Richard Crooks. Va servir d'acompanyant de moltes estrelles i instrumentistes vocals del moment, com Johanna Gadski, E. Schumann-Heink i M. Matzenauer. La seva llarga relació musical amb la soprano Lily Pons de la Metropolitan Opera de 1937 fins a la seva mort va ser la producció de recitals amb el flautista Frank Versaci, a la costa oriental i a la Columbia Britànica.
Frank La Forge va morir al piano, actuant en un sopar de "Musicians Club of New York"" a Manhattan el 5 de maig de 1953, pel qual havia estat president des de 1935.

## Obres musicals
La Forge va compondre al voltant de 40 cançons per a veu i piano entre els anys 1906 i 1940, així com uns quants solos de piano, obres corals i almenys un concert per a violí i piano. Algunes de les cançons són religioses, i la majoria van ser publicades individualment per G. Schirmer, mentre que unes quantes han estat reeditades en diverses antologies de cançons i col·leccions de cançons d'art americà del mateix editor. Moltes de les seves primeres cançons van ser compostes per textos alemanys i modelats sobre el Lied alemany. Les cançons posteriors es van compondre a l'estil de la "balada de concerts", que era molt popular aleshores. Moltes van ser escrites per a cantants específics per mostrar els seus talents individuals.
Les cançons són conegudes per la seva artesania, acompanyaments de piano complet i estil musical de bon gust. La seva peça de 1919, Song of the Open, va ser destacada per Upton com a representant de la cançó nord-americana de l'època 1900-1930. També va ser un arranjador de gran èxit de cançons populars; Villamil menciona "un excel·lent conjunt de cançons populars mexicanes". Potser més significatiu va ser el seu treball com a important compilador de cançons per a estudiants, en la col·lecció de diversos volums que va crear amb Will Earhart, els "Pathways of Song".